# Лог-при-Брезовиці
Лог-при-Брезовиці (словен. Log pri Brezovici) — поселення в общині Лог-Драгомер, Осреднєсловенський регіон, Словенія. Висота над рівнем моря: 338,9 м.